# Franz Weidenreich
Franz Weidenreich (7 de junio de 1873, Edenkoben, Alemania - 11 de julio de 1948, Nueva York, Estados Unidos) fue un anatomista y antropólogo físico que estudió la evolución humana. Realizó sus estudios en la entonces alemana Universidad de Estrasburgo donde obtuvo una titulación en medicina en 1899. En 1903 Franz Weidenreich sucedió a Wilhelm Pfitzner como Prosektor y fue profesor allí desde 1904 a 1918 y en la Universidad de Heidelberg de 1921 a 1924, además de ser profesor visitante en la Universidad de Chicago en 1934.
Franz Weidenreich fue un importante e influyente científico estudiando la evolución humana en el siglo XX. En la primera mitad de este siglo, casi todos los antropólogos creían que el Hombre de Piltdown era el ancestro del hombre moderno.  El Hombre de Piltdown tenía las características que muchos científicos predijeron para un eslabón perdido, una gran capacidad craneal y una dentadura similar a la de un mono. Los verdaderos "eslabones perdidos" eran las especies de Australopithecus que eran exactamente lo opuesto (pequeña capacidad craneal y dientes como humanos) a lo que los antropólogos esperaban. En los años 1920, treinta años antes de que los análisis de fluoruro  probaran el bulo del hombre de Hombre de Piltdown, en 1953, Weidenreich examinó los restos y de forma correcta afirmó que consistían de un cráneo humano y una mandíbula de orangután.  Weidenreich, al ser un anatomista fácilmente descubrió el engaño. Sin embargo le tomó treinta años a la comunidad científica aceptar que Weidenreich estaba en lo correcto.   
También estudió al Hombre de Pekín que en ese momento era conocido como Sinanthropus pekinensis.  Weidenreich dio origen a la "Teoría de Weidenreich sobre la evolución humana" basándose en sus exámenes del Hombre de Pekín. Al ser una anatomista, Weidenreich observó numerosas características anatómicas que el Hombre de Pekín tenía en común con los modernos asiáticos.  La teoría de Weidenreich establece que las razas humanas evolucionaron independientemente en el Viejo Mundo a partir del Homo erectus al Homo sapiens sapiens, mientras que al mismo tiempo hubo un flujo de genes entre varias poblaciones. De acuerdo a la teoría de Weidenreich, los genes de adaptación general (tales como los de la inteligencia y comunicación) podrían dispersarse de forma relativamente rápida de una parte a otra del mundo, mientras que los que eran adaptaciones locales, no lo harían. Esto es contrario a las populares teorías de evolución humana en donde hay una raza superior que desplaza a las otras. Uno de los que apoyaba esta teoría era Carleton Coon.

## Algunas publicaciones
- Rasse und Körperbau. Berlín: Julius Springer, 1927

- Ein neuer Pithecanthropus-Fund in China. In: Natur und Museum 60 (12): 546-551 1930.

- Rasse und Geist. J. A. Barth, Leipzig 1932

- The ramification of the middle meningeal artery in fossil hominids and its bearing upon phylogenetic problems.In: Paleontologica sinica, New Series D (3) (ser. N.º. 110) Peiping 1938, p. 1–16

- archive.org The Skull of Sinanthropus pekinensis; A Comparative Study on a Primitive Hominid Skull. Pehpei 1943

- Apes, Giant and Man. University of Chicago Press, Chicago 1946

- Facts and speculations concerning the origin of Homo sapiens. In: American Anthropologist 49 (2): 187-203 1947.